# Cratere Glinka
Glinka  è un cratere sulla superficie di Mercurio.